# سالومون دو كو
سالومون دو كو (بالإنجليزية: Salomon de Caus) كان مهندسًا هوغونوت فرنسيًا وُلد في دييب عام 1576 وتوفي في باريس عام 1626، ويُعرف بأعماله في هندسة المياه وتصميم الحدائق في أوائل القرن 17. نُسب إليه خطأً في بعض الكتابات القديمة اختراع المحرك البخاري؛ إذ أرجع فرانسوا أراغو في القرن 19 هذا الاختراع إليه استنادًا إلى وصفٍ قديم، إلا أن التأريخ التقني الحديث يعدّ أجهزته سوابق مبكرة ومحدودة لا ترقى إلى محركات سافري ونيوكومن العملية.

## السيرة
عمل دو كو مهندسًا ومصمم حدائق متنقلًا بين فرنسا وإنجلترا والإمارات الألمانية، واشتهر ببراعته في النوافير والأ grottos والآلات المائية. دخل خدمة البلاط الإنجليزي لدى آن الدنماركية وابنها الأمير هنري نحو 1610–1613، حيث صمّم أعمال ماء وزخارف حدائق في قصر غرينتش وسومرست هاوس وهاتفيلد هاوس. ومن أبرز ما أنجزه نافورة وغروتو "جبل بارناس" في حدائق سومرست هاوس، والتي رُبطت لاحقًا بصهريج مائي باقٍ في Strand Lane تأرّخ رسميًا لبدايات القرن 17.
في هايدلبرغ كلّفه الناخب فريدرش الخامس بتخطيط Hortus Palatinus في قصر هايدلبرغ، وهو مشروع شهير بطرازه المُدرَّج ونوافيره وأحواضه، وحُفظت رسومه ومخططاته.

## المؤلفات والأعمال
نشر دو كو كتاب La Perspective avec la raison des ombres et miroirs عام 1611/1612، وهو عملٌ في المنظور والرسم والظلال والانعكاسات. كما أصدر عام 1615 كتابه الأشهر Les raisons des forces mouvantes, avec diverses machines tant utiles que plaisantes الذي قدّم فيه عشرات التصاميم لآلات مائية وحرارية وزخارف نافورية وغروتو، مع لوحات توضيحية مفصلة. ويرتبط باسمِه أيضًا مصنَّف Hortus Palatinus الذي وثّق مشروع حديقة قصر هايدلبرغ ومكوّناتها.

## أسطورة المحرك البخاري
تتضمن أعمال دو كو وصف أجهزة حرارية تُسخّن فيها المياه فتُزاح بضغط البخار داخل أوعية مغلقة، واستخدمها في نوافير تلقائية وألعاب مائية؛ وقد قرأ بعض مؤرخي القرن 19 هذه الأوصاف بوصفها محركًا بخاريًا واعدًا، ونسب فرانسوا أراغو إليه فضل الاختراع. غير أن هذه الأجهزة لم تكن محركات عملية مستمرة الشغل كآلة توماس سافري ثم توماس نيوكومن لاحقًا، بل سوابق تجريبية وفوّارات تعمل بدورات محدودة.

## الإرث
ينظر مؤرخو الحدائق والهندسة إلى دو كو بوصفه واحدًا من أهم من أدخل مشاهد الماء والآلات الهيدروليكية إلى حدائق شمال أوروبا في مطلع العصر الباروكي، ولا تزال رسومه ومخططاته مصدرًا أساسيًا لدراسة تقنيات المياه وتاريخ تصميم الحدائق.